# فرانك بريسكوت
فرانك بريسكوت (بالإنجليزية: Frank Prescott)‏ (12 أغسطس 1922 في المملكة المتحدة - 1969) هو لاعب كرة قدم بريطاني (وحمل سابقاً جنسية المملكة المتحدة لبريطانيا العظمى وأيرلندا) في مركز الهجوم. لعب مع نادي ترانمير روفرز لكرة القدم.